# Ни-Нейт
Ни-Нейт (Nj Neith), он же Хор-ни-Нейт — возможный древнеегипетский царь (фараон), принадлежащий к 0 Династии Додинастического периода.
О его семье в настоящее время ничего не известно. Предположительно, правил на юге Египта; его правление должно относиться к позднему додинастическому периоду, и он мог быть современником Нармера.
До сих пор имя Ни-Нейта известно только по двум упоминаниям на сожжённых вазах, которые были найдены в гробнице № 257 в Хелуане. Чтение имени проблематично из-за того, что его начертание плохо сохранилось. Египтологи Эдвин ван дер Бринк и Кристиана Келер убеждены в чтении имени как «Ni-Neith». Более точное его звучание пока не определено.